# Monts Siskiyou
Les monts Siskiyou (en anglais, Siskiyou Mountains) sont un massif montagneux côtier qui s'étend sur environ 150 km du nord de la Californie jusqu'au sud de l'Oregon.

## Géographie

### Topographie
Le massif joue le rôle de frontière naturelle entre les bassins du fleuve Klamath au sud et du fleuve Rogue au nord. Le point culminant du massif est le mont Ashland (2 296 m). Les autres sommets importants sont le pic Dutchman (2 258 m), le pic Siskiyou (2 178 m) et la butte Wagner (2 176 m). Le plus haut sommet localisé en Californie est le pic Preston (2 228 m).
L'Interstate 5, qui relie la Californie à l'État de Washington, traverse le massif au niveau du col Siskiyou Summit. Celui-ci est localisé au sud de l'Oregon, juste à proximité de la frontière avec la Californie. Avec ses 1 314 mètres d'altitude, il s'agit du plus haut col traversé par l'Interstate 5.

### Climat
Grâce à la proximité de l'océan Pacifique et à l'altitude élevée des montagnes, les précipitations sont importantes dans la région qui est par ailleurs recouverte de forêts. Le massif s'étend dans une direction sud-ouest/nord-est au départ d'une région bordant l'océan Pacifique

### Faune et flore

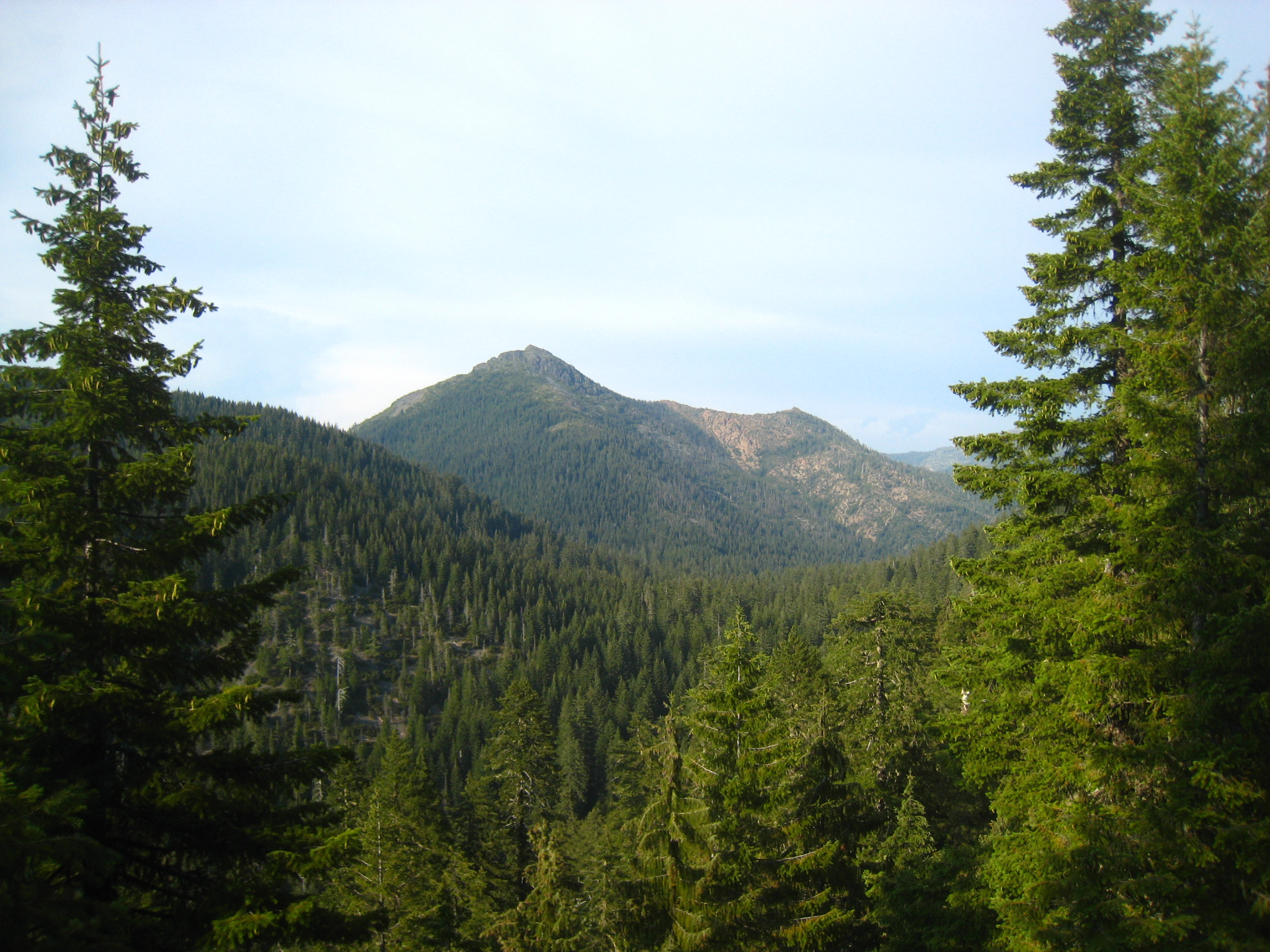
Les monts Siskiyou.

La biodiversité est très importante dans le massif notamment grâce à la présence de nombreuses forêts. Les conifères sont représentés par le Sapin de Douglas (Pseudotsuga menziesii), le Cyprès de Lawson (Chamaecyparis lawsoniana), le Pin ponderosa (Pinus ponderosa), le Pin à sucre (Pinus lambertiana), la Pruche subalpine (Tsuga mertensiana), le Sapin du Colorado (Abies concolor subsp. lowiana), le Sapin rouge (Abies magnifica subsp. Shastensis), l'Épicéa de Brewer (Picea breweriana), le Séquoia à feuilles d'if (Sequoia sempervirens) et l'If de l'Ouest (Taxus brevifolia).

## Activités

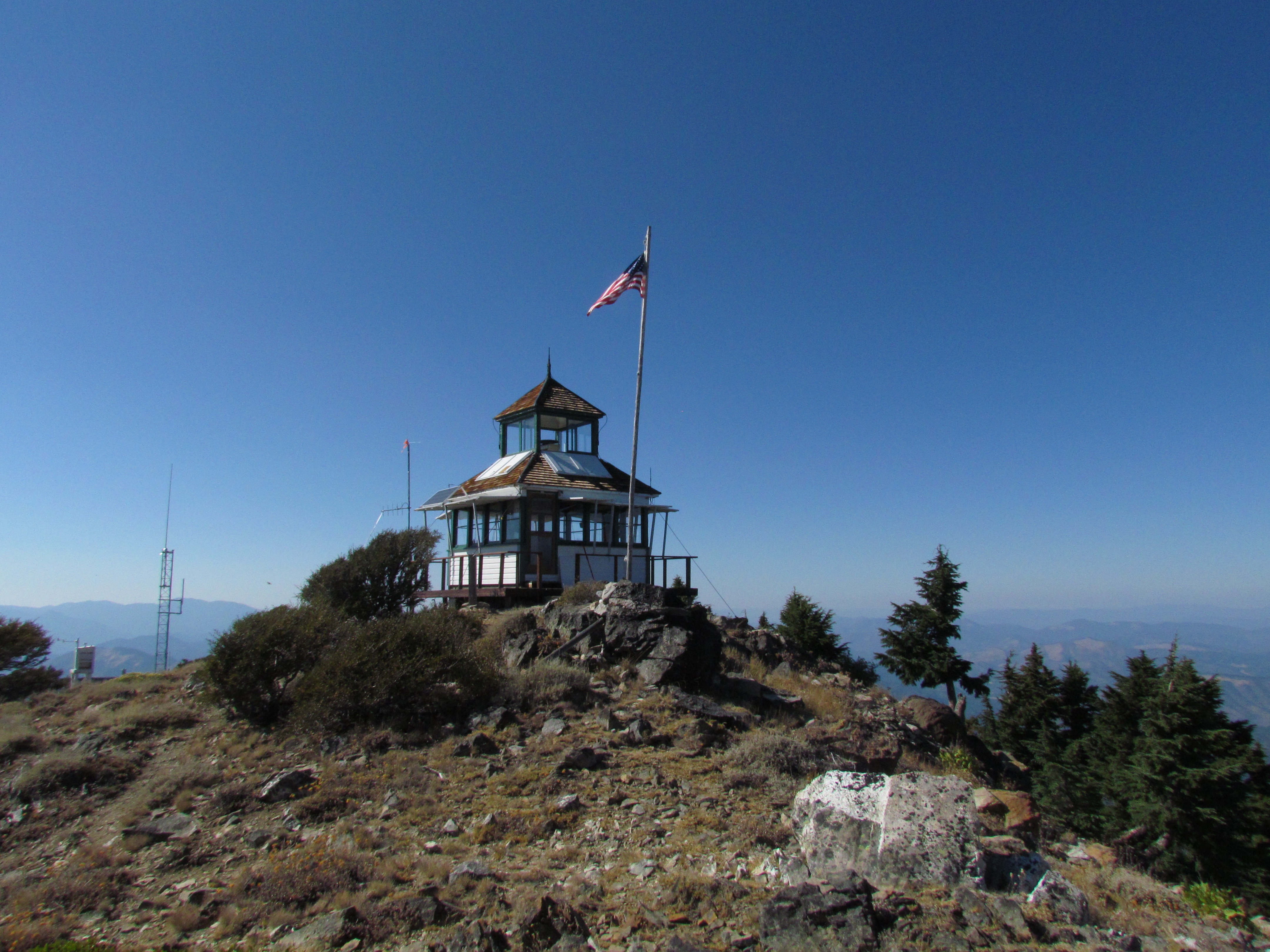
Le Dutchman Peak Lookout, tour de guet dans les monts Siskiyou.

Une grande partie du massif est située à l'intérieur des forêts nationales de Rogue River-Siskiyou et de Klamath. Le sentier de grande randonnée Pacific Crest Trail longe une partie des crêtes du massif.
Une partie du massif est protégée au sein de l'Oregon Caves National Monument et du Cascade–Siskiyou National Monument mais aussi au niveau des Red Buttes Wilderness, Kalmiopsis Wilderness et Siskiyou Wilderness.